# شركة ناس المؤسسة

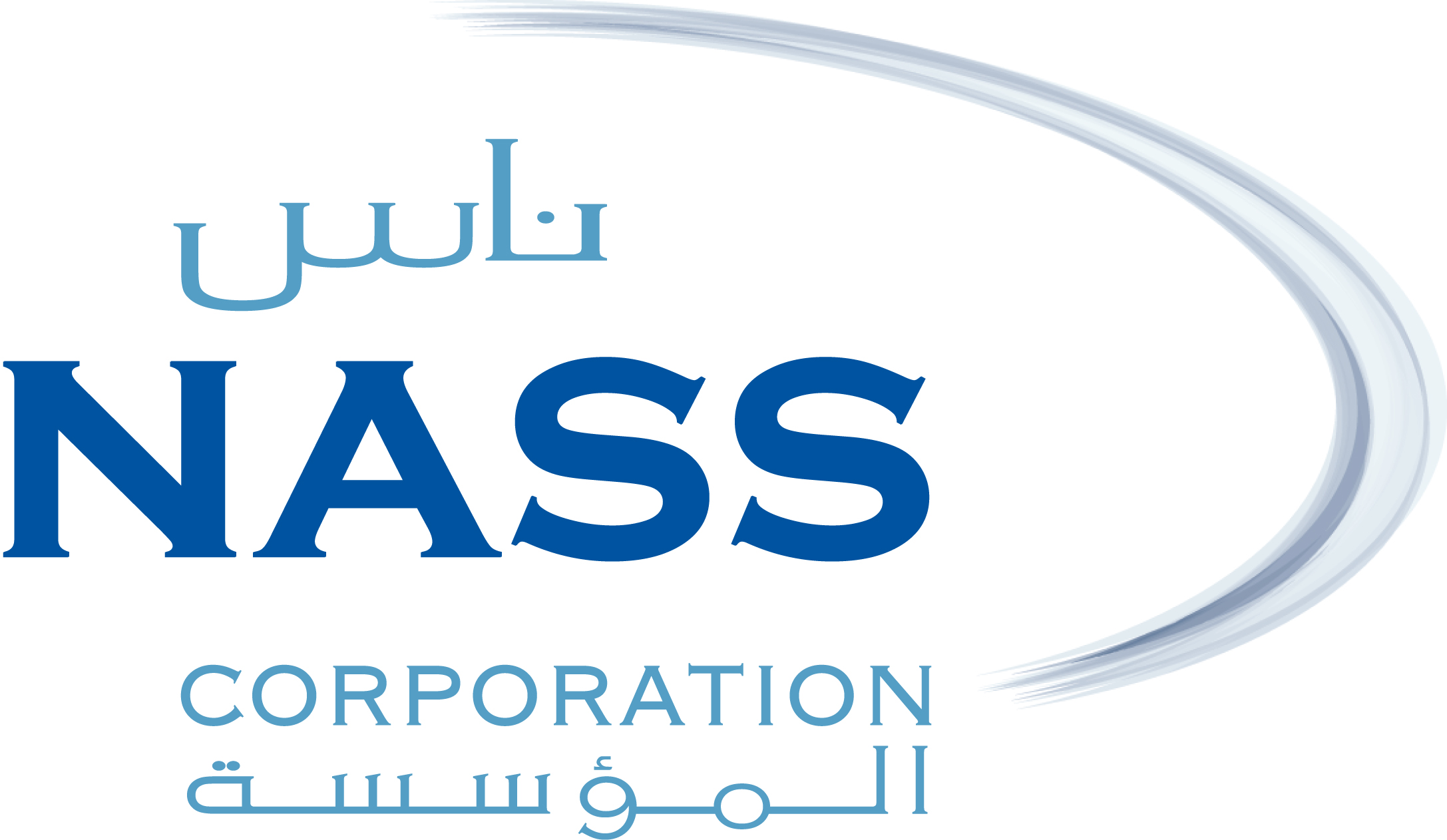
شعار الشركة

شركة ناس المؤسسة (المؤسس والرئيس هو عبد الله أحمد ناس) هي شركة مساهمة بحرينية عامة تأسست وأدرجت في سوق البحرين للأوراق المالية في عام 2005 برأس مال مدفوع قدره 20 مليون دينار بحريني. حاليا زاد رأس المال المدفوع إلى 22 مليون دينار بحريني.
الشركة تحتوي على حوالي 8،000 شخص وتبلغ إيراداتها السنوية حوالي 200 مليون دينار بحريني ويقع مقر الشركة في مملكة البحرين وتشمل عملياتها في المملكة العربية السعودية وقطر وأبوظبي والكويت.

## الأقسام والشركات التابعة
تتكون شركة ناس من ستة أقسام وأربعة شركات فرعية (اثنتان مملوكتان بالكامل واثنتين مملوكتين جزئيا).

### ناس للخدمات الصناعية
أحد أهم الميكانيكيين وفبركة الصلب في المنطقة. تنقسم إلى التصنيع الميكانيكي والصيانة والخدمات البحرية. تم تسجيل الشركة في 1978.

### ناس سكافورم
قسم متخصص في السقالات والقوالب المؤقتة مع التركيز بشكل رئيسي على قطاع الطاقة والبتروكيماويات. قامت الشركة بتنفيذ العديد من المشاريع للعملاء الدوليين والإقليميين. لديها مكاتب في البحرين والسعودية وقطر.

### محطة ناس لمعالجة الرمل
تشكلت محطة ناس لمعالجة الرمل في عام 1977 لتوريد الرمل المغسول لبناء صناعة البناء والتشييد في البحرين. حاليا محطة ناس لمعالجة الرمل لديها القدرة على إنتاج أكثر من 3،000 طن يوميا.

### ناس للخدمات التجارية
بدأت شركة ناس للعمليات التجارية في أوائل الستينات لدعم مجموعة ناس. في عام 1986 أصبحت شركة ناس للخدمات التجارية شعبة مستقلة. تنقسم إلى أكثر من أربعين قسم للمبيعات والتوزيع وقطع الغيار ومرافق الخدمات. العلامات التجارية الرئيسية هي: كيس وتشفينغ وستيتر وإيلف وإيساب وهانغتشا.

### مصنع ناس الثلج
مصنع ناس الثلج وهو محطة التناضح العكسي ولديه القدرة على إنتاج أكثر من 200،000 غالون من المياه العذبة يوميا واثنين من مصانع الثلج بقدرة إنتاج حوالي 85 طن من الثلج يوميا لاستخدامها من قبل المؤسسات الصناعية والفنادق والمطاعم ومحلات السوبرماركت .

### ناس للأغذية
أنشئت الشركة في سنة 1982 باعتبارها قسم تجاري مستقل عن مجموعة ناس. تنقسم إلى مستويات متعددة باعتبارها المستورد وتاجر الجملة والتجزئة والمورد لأسواق التجزئة والوكيل الحصري وممون المواد الغذائية المجمدة والجافة. تتعامل مع مجموعة واسعة من المواد بما في ذلك لحوم البقر المجمدة والمبردة والضأن والدواجن والأسماك والأرز والزيت ومنتجات الألبان والتوابل والبقول والعدس المستورد من الولايات المتحدة الأمريكية ونيوزيلندا وأوروبا والبرازيل وأستراليا وسنغافورة وباكستان والهند.

### شركة ناس للمقاولات
تم تسجيل الشركة لدى وزارة التجارة بمملكة البحرين في عام 1986 وعلى مدى السنوات قامت بالعديد من المشاريع ذات الأهمية الوطنية لكلا القطاعين العام والخاص. تشمل الأنشطة أشغال الهندسة المدنية للمباني التجارية والسكنية وبناء المنشآت الصناعية ونظام الصرف الصحي ومشاريع الصرف الصحي وخطوط الأنابيب واستصلاح الأراضي مثل الأساسات وبناء أرصفة والتجريف.
شركة ناس للمقاولات تتكون من الأقسام الثلاثة التالية:
- ناس للأسفلت.
- ناس للمناظر الطبيعية.
- ناس للسباكة.

### شركة ناس للمقاولات الكهربائية
أنشئت الشركة أصلا في عام 1981 كمشروع مشترك مع شركة بلفور كيلباتريك الدولية من المملكة المتحدة وتصنف على أنها من الفئة الأولى تبعا لهيئة الكهرباء والماء في البحرين. يتم توفير خدمة شاملة من تصميم وتوريد وتركيب وتشغيل مجموعة متنوعة واسعة من المقاولات الكهربائية وأجهزة القياس مع التركيز بشكل أساسي على قطاعي الطاقة والبناء.

### الشركات التابعة المملوكة جزئيا

#### دلمون للخرسانة الجاهزة والمنتجات المحدودة
تأسست الشركة في عام 1973 كمشروع مشترك بين مجموعة ناس وريدلاند الدولية للخرسانة الجاهزة من المملكة المتحدة. كما أنها شركة الخرسانة الجاهزة الرائدة في البحرين وقد لعبت دلمون دورا رئيسيا في بناء البحرين الحديثة مع ما يزيد على 7 ملايين متر مكعب من الخرسانة. لدى هذه الشركة عشرة محطات للخلط وكل مصنع لديه القدرة على إنتاج حوالي 80 متر مكعب من الخرسانة في الساعة.

#### شركة دلمون للبريكاست
أنشئت الشركة في عام 1984 كشركة منفصلة ضمن مجموعة ناس. بنيت الشركة مكانة خاصة لنفسها في السوق البحريني لتصبح شركة كبرى لتصنيع منتجات عالية الجودة حسب الطلب للهندسة المدنية وبناء التطبيقات. تشمل أعمال الشركة لوحات زخرفية معمارية في الخرسانة مسبقة الصب ومواد الخرسانة المسلحة والوحدات طويلة الأمد وعوارض الجسر والألواح الأساسية الجوفاء والمواسير الخرسانية المسلحة والجدران مسبقة الصنع وخزانات الصرف الصحي وألواح الكسوة الجاهزة وغرف التفتيش والقواعد المؤسسة ومختلف المنتجات الصغيرة مثل القيود وألواح الرصف.